# Wolf Siegfried Wagner
Wolf Siegfried Wagner (* 6. Dezember 1943 in Bayreuth) ist ein deutscher Opernregisseur, Bühnenbildner und Architekt.

## Leben
Wolf Siegfried Wagner wurde als zweites Kind des Wagner-Enkels Wieland Wagner und Gertrud Wagner, geb. Reissinger, geboren. Seine Geschwister sind Iris Wagner, Nike Wagner und Daphne Wagner.
Nach dem Abitur 1964 studierte Wagner Architektur und Malerei in Berlin und München. Von 1967 bis 1969 war er Regieassistent am Grand Théâtre de Genève und am Deutschen Schauspielhaus in Hamburg, von 1970 bis 1972 Fellow am Center For Advanced Study, University of Illinois. Wagner arbeitete als Bühnenbildner und Regisseur an zahlreichen Opernhäusern und Theatern, darunter am Staatstheater Stuttgart und den Münchner Kammerspielen. Internationale Engagements hatte er in Palermo, Rom, Lissabon, Rio de Janeiro, London, Teheran. Seit 1988 lebt Wagner als Architekt und Bauunternehmer auf Mallorca.

## Schriften
- Die Geschichte unserer Familie in Bildern. Bayreuth 1876 – 1976. Rogner und Bernhard, München 1976, ISBN 3-8077-0055-2.